# Elydnus sericatus
Elydnus sericatus là một loài bọ cánh cứng trong họ Cerambycidae.